# Royal Rangers
Royal Rangers är en scoutliknande barn- och ungdomsverksamhet inom Pingströrelsen som startade i USA. Därifrån har den sedan spritt sig över världen och finns idag i ett 80-tal länder. Till Sverige kom rörelsen 1986. Varje land har sin egen färg på klädseln, men gemensamt har de liksom scouter skjorta och halsduk.  Många länder har dock valt att ha samma färg på skjortorna som i USA, idag ljusblå eller ljusbeige, men halsduken är alltid unik. I Sverige är klädseln blå skjorta och gul halsduk.  Rent formellt är dock inte RR scouter, och de båda rörelsernas underliggande värdegrunder är till viss del olika, se nedan.

## Royal Rangers värdegrund
Genom arbete enligt scoutmetoden, i fyra förvaltarområden (Människan, Naturen, Gemenskapen, Evangeliet) och med emblemets betydelse för ögonen, erfars värdegrunden. Man upptäcker värden som demokrati, ansvar, rättskänsla, generositet och självkänsla i harmoni med Guds skapelse, frälsning och närvaro. Med respekt och empati för de unga går avgörelse och mognad hand i hand. Utifrån värdegrunden bearbetas områden som miljö, handikapp, droger, våld och rasism.

## RRs Hedersord
Med Guds hjälp vill jag göra mitt bästa att tjäna:
Gud, min familj, min församling, min nästa och följa Royal Rangers deklaration och valspråk.

## RRs Valspråk
Du ska älska Herren din Gud, av hela ditt hjärta, av hela din själ, av all din kraft, av allt ditt förstånd och din nästa som dig själv.

## Emblem
Emblemet som Royal Rangers har talar om hur en Royal Ranger är.

### Gula uddar
- Andligt: Genom bön, sång och bibelstudier växer vi till i andlig styrka och mognad.
- Själsligt: Kluriga uppgifter, glad sång m m bidrar till intellektuell och själslig tillväxt.
- Kroppsligt: Lek, sport och strapatser bidrar till kroppslig utveckling
- Socialt : Utan en fungerande patrullgrupp blir det inget vettigt RR-arbete, vi lär oss att samarbeta för att nå ett mål. Pojkar och flickor lär sig umgås som vänner.

### Röda uddar
- Frälsningen: Genom hjärtats tro och munnens bekännelse blir du frälst. (Rom 10:9-10)
- Församlingen: Församlingen är Kristi kropp på jorden. (1 Kor 12:27)
- Den Helige Ande: Hjälparen, den Helige Ande, skall alltid vara med oss. (Joh 14:15-27)
- Himlen: Vi behöver inte frukta för döden, ty Gud har gett oss löftet om Himlen. (2 Kor 4:16-5:10)

### Blå uddar
- Redo: En RR är redo att göra sitt bästa.
- Ren : En RR är ren i tanke, tal och handling.
- Ärlig: En RR är ärlig och håller löften.
- Vänlig : En RR är vänlig och hjälpsam.
- Ansvarsfull: En RR känner ansvar för andra och naturen.
- Hänsynsfull: En RR visar hänsyn mot föräldrar och ledare.
- Trogen: En RR är trogen sin familj, sin församling och sina vänner.
- Andlig: En RR är öppen för livet med Gud.

Detta kan jämföras med Scoutlagen enligt Svenska Scoutrådet:
Således täcks 2/3 av scoutlagen av formuleringarna i de emblemets blå uddar, men fokus är mera uttalat evangelikalt kristet, medan scoutrörelsen idag accepterar icke-kristna ledare.